# Anatomie humaine descriptive, topographique et fonctionnelle
Pour les articles homonymes, voir Rouvière.
L'Anatomie humaine descriptive, topographique et fonctionnelle (initialement l'Anatomie humaine descriptive et topographique) ou le « Rouvière » est un ouvrage d'anatomie humaine français de référence publié aux éditions Masson, dont la première édition date de 1924, et la dernière, la quinzième, date de 2002.
Son auteur initial est Henri Rouvière (1861 - 1939), secondé par la suite par André Delmas (1910 - 1999). La dernière édition est révisée par Vincent Delmas et comporte quatre volumes :
- tome I, Tête et cou, 654 pages  (ISBN 9782294003912), consacré à la tête et au cou ;
- tome II, Tronc, 725 pages  (ISBN 9782294003929), consacré au tronc ;
- tome III, Membres, 667 pages  (ISBN 9782294003936), consacré aux membres supérieur et inférieur ;
- tome IV, Système nerveux central, voies et centres nerveux, 411 pages  (ISBN 9782294010224), consacré au système nerveux central.